# لاكلان نيبور
لاكلان نيبور (بالإنجليزية: Lachlan Nieboer)‏ هو ممثل بريطاني، ولد في 11 سبتمبر 1981 في المملكة المتحدة.

## أعمال

### أفلام
- (2013) تشارلي كاونتريمان

## وصلات خارجية
- لاكلان نيبور على موقع IMDb (الإنجليزية)
- لاكلان نيبور على موقع قاعدة بيانات الفيلم (الإنجليزية)